# 아사카 도모히코
아사카 도모히코(일본어: 朝香誠彦, 1943년 8월 18일 ~)는 일본의 구황족으로, 아사카 다카히코의 아들이다. 아사카노미야의 제3대 당주로서, 신적강하 이전 황족 시절 호칭은 도모히코 왕(誠彦王)이었다. 아키히토 상황과는 육촌 형제 사이이다.

## 생애
2004년 대한민국을 방문해, 속일본기에 일본 간무 천황의 생모 다카노노 니가사의 조상으로 기록된 백제 무령왕의 왕릉인 무령왕릉을 참배한 후, 제사를 지내고 천황가의 제사용품을 충청남도 공주시에 기증한 바 있다.